# Кашпор Ольга Михайлівна
Ольга Михайлівна Кашпор (21 березня 1982, Дружківка) — українська журналістка.

## Біографія
Народилася 21 березня 1982 року у місті Дружківка на Донеччині. У 2004 року закінчила Інститут журналістики Київського Національного Університету імені Т. Шевченка.
Працювати за фахом розпочала на третьому курсі інституту — в теленовинах. Працювала кореспондентом програми «Новини» Першого національного телеканалу, кореспондентом «ТСН» на 1+1, і в «Подробицях» телеканалу Інтер. У 2009 році залишила «Інтер». З 2010 року працює в «Телевізійній службі новин» каналу «1+1», спецкореспондент інформаційно-аналітичної програми «ТСН.Тиждень» з Мазур Алла Григорівна. Спеціалізується на соціальних розслідуваннях та пошуку нових телевізійних форм. З 2017 року — заступник директора департаменту новин з нових форматів, очолює підрозділ спецпроєктів ТСН. Від початку повномасштабного вторгнення Росії 2022 р. — керує виробництвом документальних фільмів в ТСН. 2023 року була шеф-редактором патріотичного ток-шоу «Хоробрі серця» з Ахтемом Сеітаблаєвим та Валентиною Хамайко, що виходило на каналі «1+1 Україна».
|  | Ми не могли програти в інформаційній війні з Росією, бо ми просто не брали у ній участі. Ми намагаємось грати у шахи, суворо дотримуючись правил, а вони шарашать "у Чапаєва" - Ольга Кашпор |

## Нагороди та відзнаки
- Найкращий телерепортер року — в професійному конкурсі «Телетріумф»[2][3]

## Автор книг
- Ольга Кашпор. Війна очима ТСН. 28 історій по той бік камери. Основи. Серія книг: Очима ТСН.: 2015. −224ст. (Кольорові ілюстрації) ISBN 978-966-500-367-0[4]